# Лездиньш, Айварс Янович
Айварс Янович Лездиньш (род. 10 июня 1952 года в городе Цесис, Латвийская ССР, СССР) — советский и российский социолог, политический деятель, депутат Государственной Думы ФС РФ первого созыва (1993—1995).

## Биография
В 1977 получил высшее образование в Латвийском государственном университете. Работал в Латвийском морском пароходстве социологом, на спасательной станции в Риге водолазом, начальником спасательной станции. С 1985 года проживал на Камчатке. Работал социологом в Институте вулканологии ДВО АН СССР, на Камчатской судоверфи им. В. И. Ленина. С 1990 года работал политическим комментатором на камчатском телеканале МТК.
В 1993 году избран депутатом Государственной думы Федерального Собрания Российской Федерации первого созыва от Камчатского одномандатного избирательного округа № 88. В Государственной думе был членом комитета по международным делам, не входил в депутатские объединения.